# Šolski krog
Šolski krog (ang. traffic pattern) je procedura na letališčih, ko letalo ali drug zrakoplov pristaja ali vzleta. Pilot ima letalsko stezo vedno v vidnem polju, letenje v šolskem krogu je po pravilih VFR. Šolski krogi povečajo varnost, ker se da predvidevati pot letal. Šolski krogi so lahko desni ali levi, kar pomeni da so vsi zavoji (4x) samo levi ali pa samo desni. Smer je odvisna od letališča in geografskih ovir. Letenje v šolskih krogih lahko koordinira kontrolor, ni pa nujno. Če je veliko letal šolskem krogu, po navadi kontrolor naroči enemu ali več letalom, da krožijo, dokler ni prostega mesta. Če ni na voljo kontrolorja se piloti preko VHF zveze sami zmenijo za vrstni red. Če je pilot sam, je zaželeno da javlja pozicije šolskega kroga.
Na nekaterih letališčih, kjer je veliko jadralnih letal, npr. pri Ajdovščini je desni krog (severni) rezerviran za jadralna letala, levi (južni) pa za motorna. 
Pozicije šolskega kroga:
Piloti po navadi pristajajo in vzletajo proti vetru - ker je tako potrebna manjša vzletna in pristajalna steza.  Pilot bo javljal smer pristajalne steze, pozicijo in smer šolskega kroga (levi ali desni). 
- Upwind - pozicija proti vetru
- Crosswind
- Base - osnovni krak, baza
- Downwind - pozicija z vetrom